# 纬一路 (郑州)
纬一路是河南省郑州市金水区的一条道路，东起花园路，西至文化路，与优胜南路相接，全长约为1370米，现为由西向东的单行道。

## 历史
纬一路始建于1954年，1956年命名。
纬一路曾是郑州市著名的酒吧一条街。1996年开业的“目标酒吧”是纬一路上第一家酒吧。之后“风铃酒吧”的开业使纬一路上有了真正意义的音乐酒吧。随后，“欧芭斯特演艺型酒吧”和“世界3音乐酒吧”等一大批酒吧纷纷入驻纬一路，纬一路成为了名副其实的酒吧街。但随着量贩式的KTV在郑州的出现，纬一路的酒吧开始出现衰落。2008年后，除了几家最具标志性的酒吧还在经营外，其余的酒吧大多被珠宝店、茶叶店、文玩店等取代，形成珠宝玉器一条街。纬一路紧邻中共河南省委和河南省军区等机关大院。2016年后，随着部队全面停止有偿服务以及整治“住改商”的影响，纬一路在经五路以西路段的沿街商铺已大多封闭，商店搬出。

## 特色
纬一路两侧种植有高大的法国梧桐，自90年代开始，大批夜鹭栖息于此，郑州市因此在纬一路一带设置鸟类资源保护区。但由此产生的大量鸟粪也给周边居民带来了一些不便，纬一路因此被一些市民戏称为“天屎之路”。